# Ambriz
Ambriz ist eine Stadt in Angola. Sie liegt auf einer Halbinsel 180 Kilometer nördlich der Landeshauptstadt Luanda.

## Geschichte
Ambriz wurde 1855 Sitz eines eigenen Distrikts der Portugiesischen Kolonie Angola, der ab 1857 mit eigenem Gefängnis und einer Zollbehörde seine Funktion aufnahm. Bereits 1866 wurde der Distrikt aufgelöst und wieder Luanda angegliedert. Ambriz blieb jedoch Sitz eines eigenen Kreises. Die Festung am Fluss Loge wurde 1971 abgetragen.
Aufgrund der strategischen Bedeutung seines Hafens wurde Ambriz im Bürgerkrieg in Angola (1975–2002) weiträumig vermint. Viele Bewohner verließen deswegen die Stadt.

## Verwaltung und Bevölkerung
Ambriz ist Sitz eines gleichnamigen Kreises (Município) in der Provinz Bengo. Der Kreis hat eine Fläche von 4204 km² und etwa 17.000 Einwohner (Schätzung 2011). Im Kreisgebiet leben hauptsächlich Bakongo, daneben sind Portugiesen, Ovimbundu und Ambundu (Kimbundu) hier heimisch.
Im Kreis Ambriz liegen folgende Gemeinden (Comunas):
- Ambriz
- Bela Vista
- Tabi

## Bildung
2013 wurden eine weiterführende Schule in der Kreisstadt und je eine Grundschule in den drei Gemeinden renoviert, als Zeichen erhöhter Aufmerksamkeit für die Bildung im Kreis. Diese Maßnahmen stehen im Zusammenhang mit den Bemühungen der Kreisverwaltung, weitere Bildungseinrichtungen durch die Regierung finanzieren zu lassen. Ambriz strebt die Ansiedlung einer Hochschule an. Im Kreis warten 213 Schüler, die seit 2010 die Hochschulreife auf weiterführenden Schulen des Kreises erreicht haben, auf Angebote höherer Schulbildung (Stand Dezember 2013).

## Wirtschaft
Die Fischerei ist der wichtigste Wirtschaftsfaktor im Kreis, daneben ist die Landwirtschaft vor allem zur Eigenversorgung zu nennen. Im Kreis Ambriz förderte die Petromar Öl und Gas, bis die Anlagen 1992 zerstört wurden.
2007 errichtete das portugiesische Unternehmen Atlântida Group mit seinem angolanisch-portugiesischen Tochterunternehmen Afriagro in Ambriz die erste Anlage Angolas zur Produktion von Biodiesel aus Palmöl.

## Verkehr
Ambriz verfügt über einen Hafen und über einen Flughafen (IATA-Flughafencode: AZZ; ICAO-Code: FNAM).